# August Maus
August Maus (ur. 7 lutego 1915 w Wuppertal, zm. 28 września 1995 w Hamburgu) – niemiecki oficer, dowódca okrętu podwodnego (U-Boota) z okresu II wojny światowej, as wojny podwodnej.
August Maus wstąpił do Reichsmarine w kwietniu 1934 roku. Przed oddelegowaniem w kwietniu 1940 roku do służby na okrętach podwodnych pływał na krążowniku lekkim „Nürnberg” i okręcie szkolnym „Schleswig-Holstein”. Po ukończeniu szkolenia służył jako oficer wachtowy na U-68 (dowódca Korvkpt. Karl-Friedrich Merten). W czerwcu 1942 roku objął własny okręt typu XIC/40 – U-185.

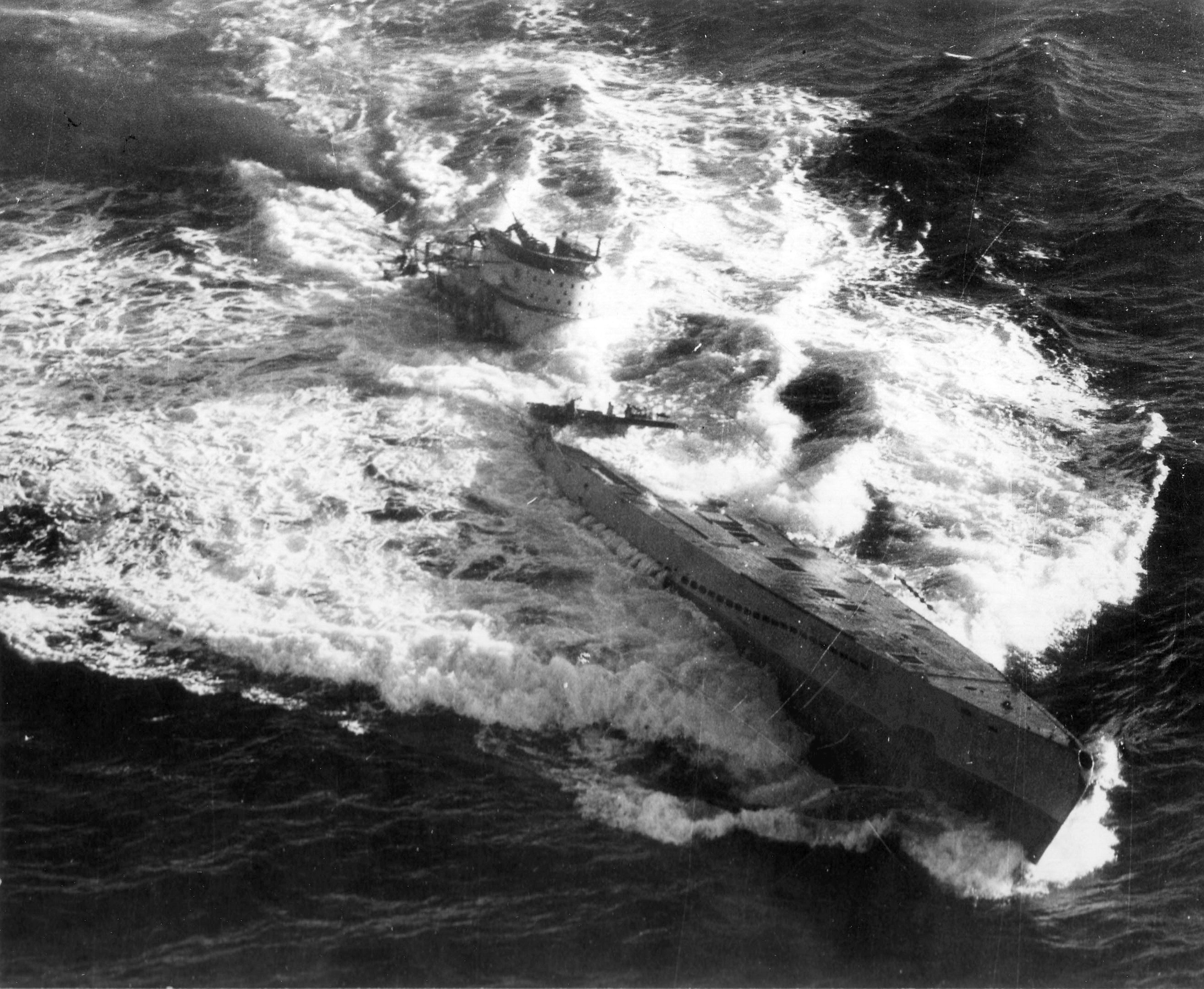
Tonący U-185

U-185 odbył trzy patrole bojowe na Atlantyku zatapiając 9 statków o łącznej pojemności 62 761 BRT i uszkadzając jeden (6840 BRT). 11 sierpnia 1943 roku okręt wraz z U-172 brał udział w ratowaniu rozbitków z U-604 zatopionego przez amerykański samolot. Dwa tygodnie później, 24 sierpnia 1943 roku U-185 sam stał się ofiarą samolotów z lotniskowca eskortowego USS „Core”. Maus był jednym z 36 niemieckich marynarzy uratowanych przez niszczyciel USS „Barker”.
Trafił do niewoli i spędził w niej prawie 3 lata. Po pobycie w obozie jenieckim w Crossville (stan Tennessee), 27 stycznia 1944 roku został przeniesiony do Papago Park w pobliżu Phoenix (Arizona). 12 lutego wraz z Friedrichem Guggenbergerem (byłym dowódcą U-513) podjął szybko udaremnioną próbę ucieczki do Meksyku. Maus był również uczestnikiem przygotowań do następnej ucieczki pod koniec grudnia tego samego roku, podczas której 25 niemieckich jeńców wydostało się z obozu poprzez potajemnie wykopany tunel. Sam jednak w niej nie uczestniczył z powodu przepukliny, której nabawił się podczas kopania.
Przetransportowany w 1946 roku do brytyjskiej strefy okupacyjnej, został zwolniony z niewoli. Po wojnie został odnoszącym sukcesy przedsiębiorcą.
August Maus 1 listopada 1941 roku awansował na Kapitänleutnanta; 5 maja 1943 roku został odznaczony Krzyżem Żelaznym I Klasy, zaś 21 września 1943 roku – Krzyżem Rycerskim.